# Тихая застава (фильм, 1985)
«Тихая застава» — советский фильм 1985 года режиссёра Василия Паскару по мотивам повести «Возвращение» Лилии Неменовой.

## Сюжет
На пограничную заставу — место службы, прибывает старший лейтенант Василий Бодруг. С ним его жена Евгения, с которой они недавно поженились. Евгения едет в поселок при заставе устраивается работать в парикмахерскую. Где знакомится с парикмахером Любой. В это время бывший полицай Слюсаренко через дядю Любы, который работает в посёлке врачом и скрывающего своё преступное военное прошлое Богдана Нестерука планирует перейти границу. Появившегося в ночи Слюсаренко, Нестерук не хочет оставлять на ночлег и просит об этом месного автомеханика Левко, который давно влюблен в Любу. При попытке пересечь границу Слюсаренко ранит пограничника Васькова. Самого Слюсаренко тут же убивает солдат с погранотряда. В этот момент Люба находит в закрытой шкатулки своего дяди немецкий пистолет времен Великой отечественной и много драгоценностей и уносит ее к Левку. Понимая всю ситуацию, Левко тут же сообщает Василию Бодругу по телефону,  что хочет с ним встретится и просит приехать к нему домой. Нестерук опередив Василия пришел что бы забрать свое имущество, но увидев это Левко тут же набросился на Нестерука но проиграл в схватке. Василий, рискуя жизнью, задерживает Нестерука. Евгения, которая по тем или иным причинам не могла разобраться в своих чувствах, став невольной свидетельницей схватки Василия с вооружённым преступником и испытав страх за жизнь мужа, осознаёт, что он для неё по-настоящему дорог. Однако, полной неожиданностью для лейтенанта становится приезд к его жене бывшего возлюбленного Вячеслава.

## В ролях
- Андрей Алёшин — Василий Бодруг, старший лейтенант
- Юлия Тархова — Евгения, его жена
- Борис Бекет — Андрей Николаевич Стеблов, майор, командир заставы
- Елизавета Солодова — Серафима Павловна
- Максим Суханов — Левко
- Елена Степанова — Люба
- Пётр Баракчи — Богдан Нестерук
- Георгий Хассо — Слюсаренко
- Василе Тэбырцэ — Григорий Ефимович Егоров
- Евгения Тудорашку — Элеонора Петровна, жена Егорова
- Петр Хадыркэ — Кодряну
- Алексей Серебряков — Коля Васьков, пограничник
- Рамаз Иоселиани — Вахтанг Микеладзе, пограничник
- Артур Богатов — Леонид Решетников, пограничник
- Сергей Балабанов — Павел Житенёв
- Юрий Стоянов — Вячеслав Поливанов
- Анатолий Умрихин — Яков Карпович, председатель колхоза
- Амаяк Акопян — фокусник
- Виталий Алексеев — эпизод
- Виктор Измайлов — эпизод